# 北海岸及觀音山國家風景區
北海岸及觀音山國家風景區（簡稱北觀）是位於台灣新北市與基隆市境內的國家風景區，成立於2002年10月17日，主要是由北海岸區的「北海岸風景區」、「野柳風景區」與觀音山所組成，北海岸區介於萬里區都市計畫和三芝區與淡水區界之間，觀音山區位於淡水河、龍形、五股、林口台地與八里範圍內。其中野柳風景區以特殊地質、地形為其特色。

## 背景
2002年5月15日，交通部觀光局公告設置北海岸及觀音山國家風景區，範圍包括原屬臺灣省政府管轄的北海岸風景區、野柳風景區與觀音山風景區，總面積約12,351公頃（陸域面積約7,940公頃，海域面積約4,411公頃）。
2014年12月15日，交通部觀光局公告將基隆市的外木山、情人湖、和平島等景點納入北海岸及觀音山國家風景區範圍，總面積擴大為約13,081公頃（陸域面積約8,427公頃，海域面積約4,654公頃）。
北海岸及觀音山國家風景區重要景點有富基漁港、富貴角、石門洞、野柳豆腐岩、金山老街、女王頭等。

## 照片集

### 北海岸風景區

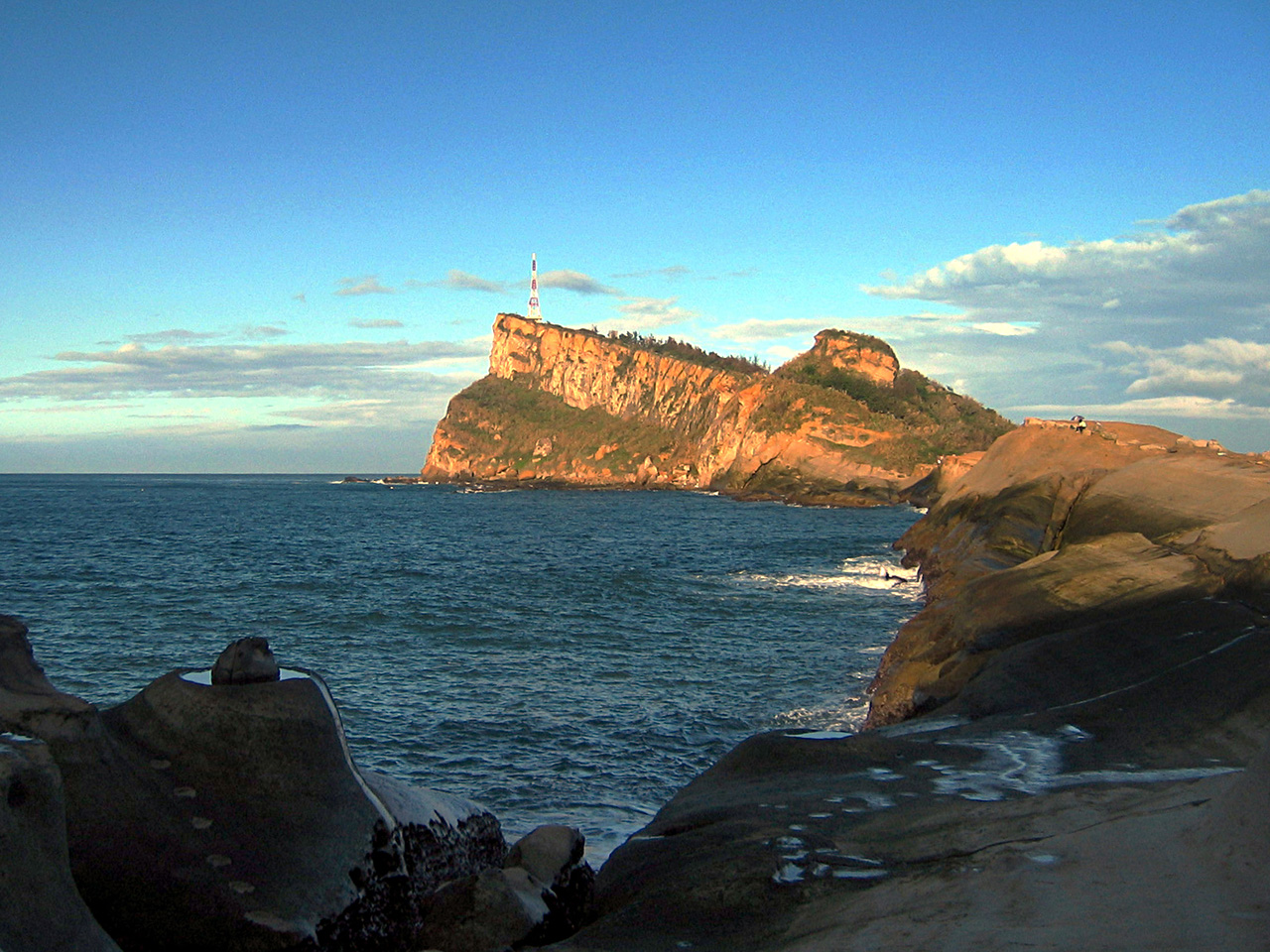
遠眺野柳岬
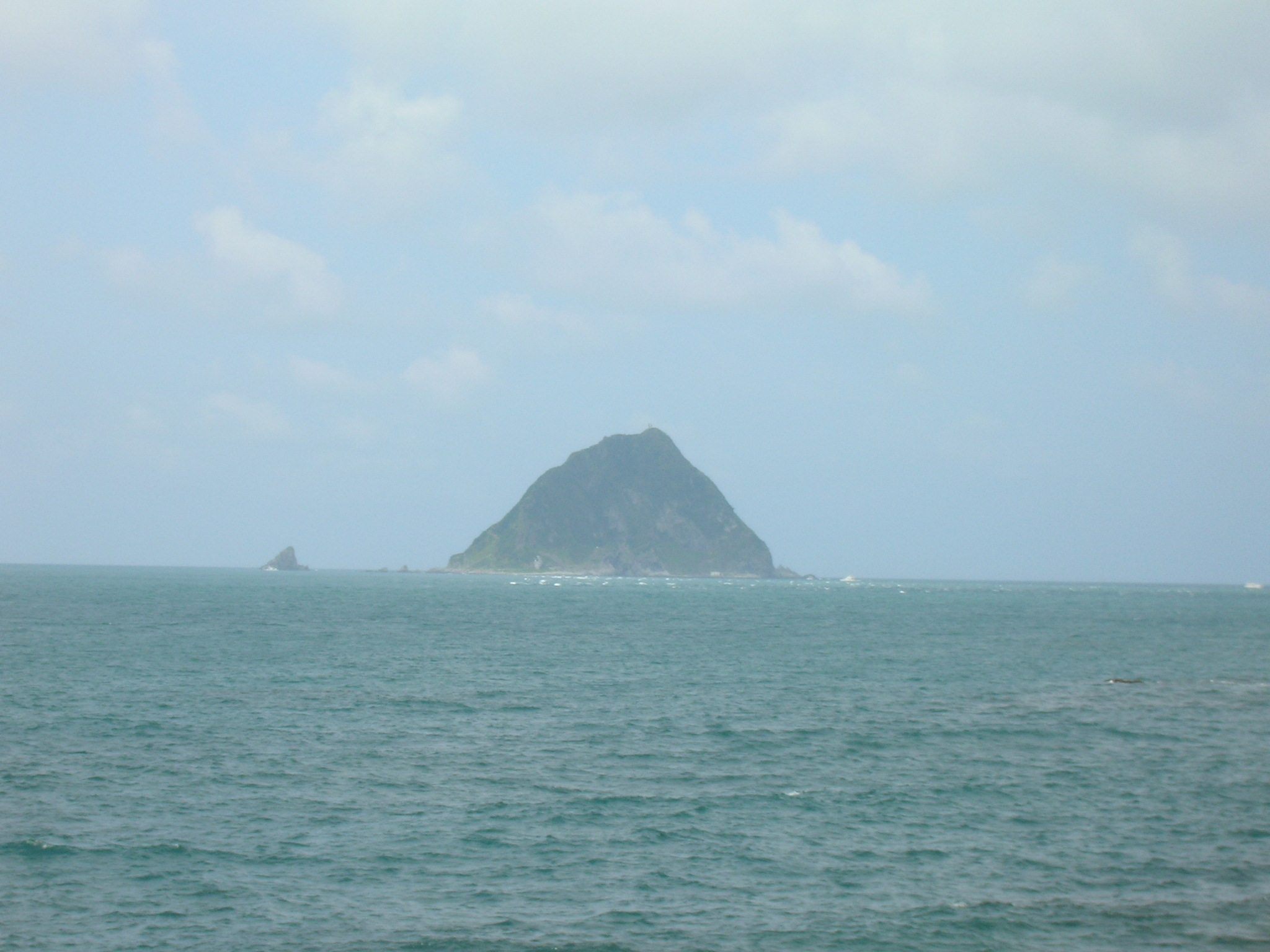
瞭望基隆嶼
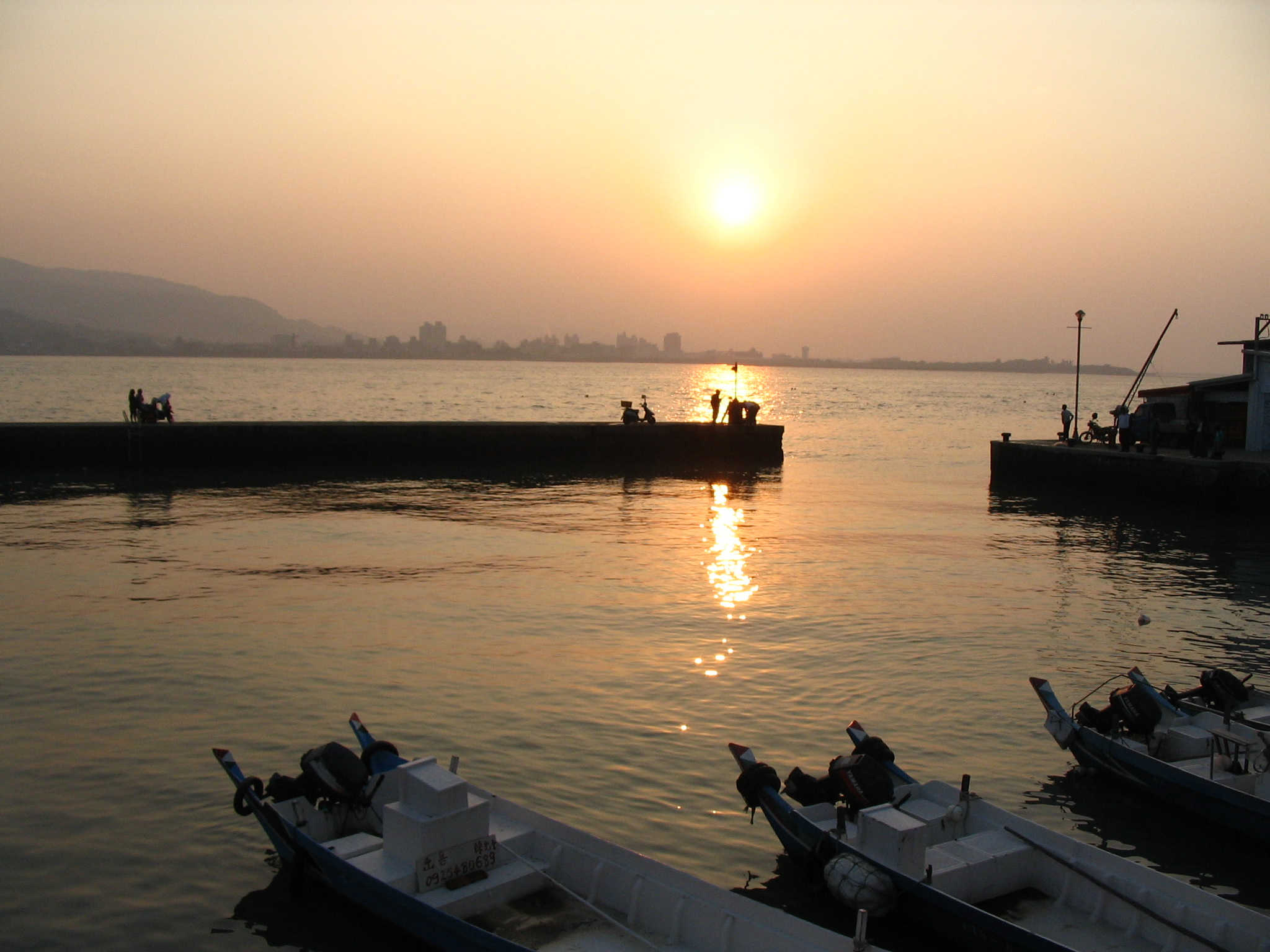
日落淡水

### 觀音山風景區

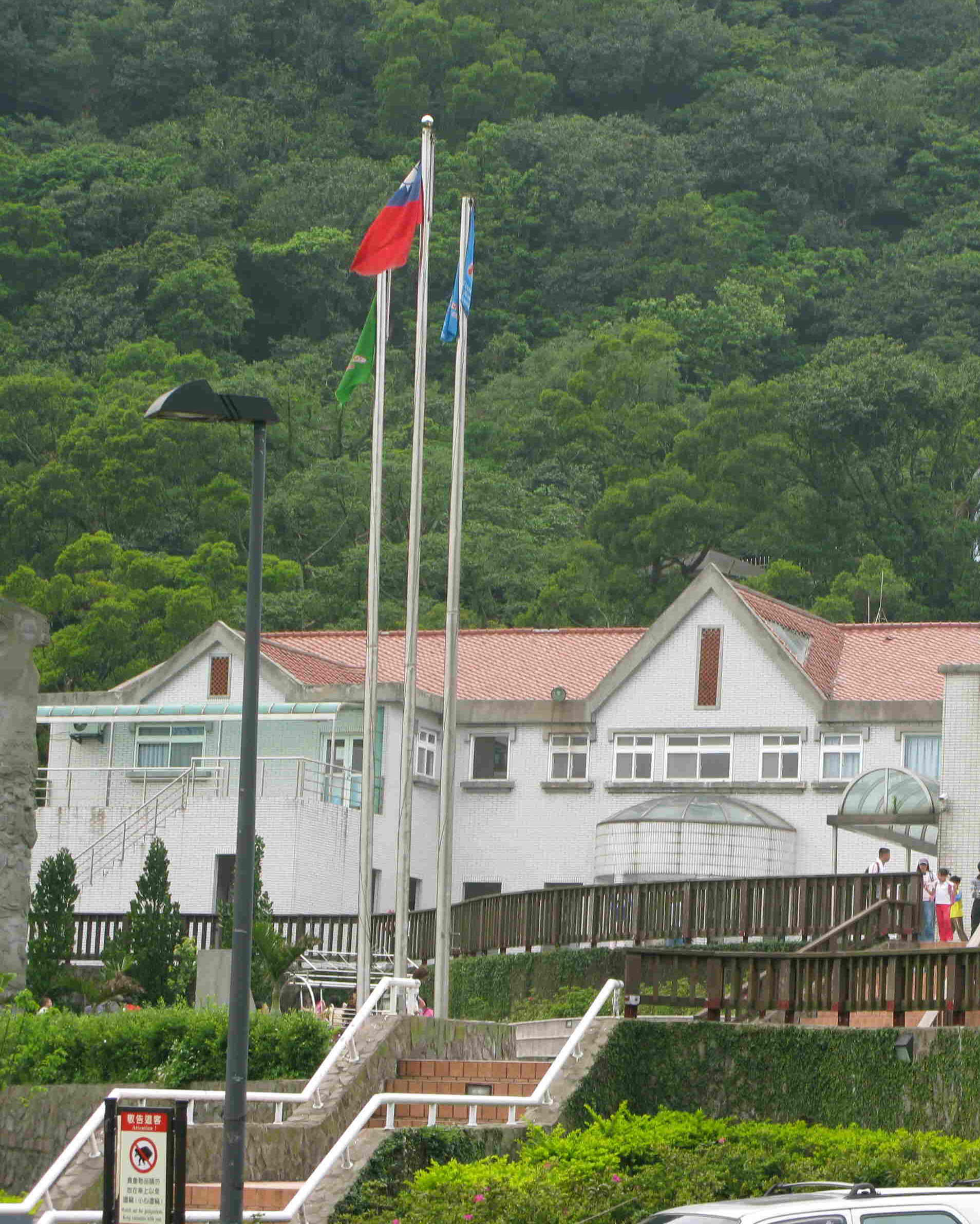
觀音山的遊客中心
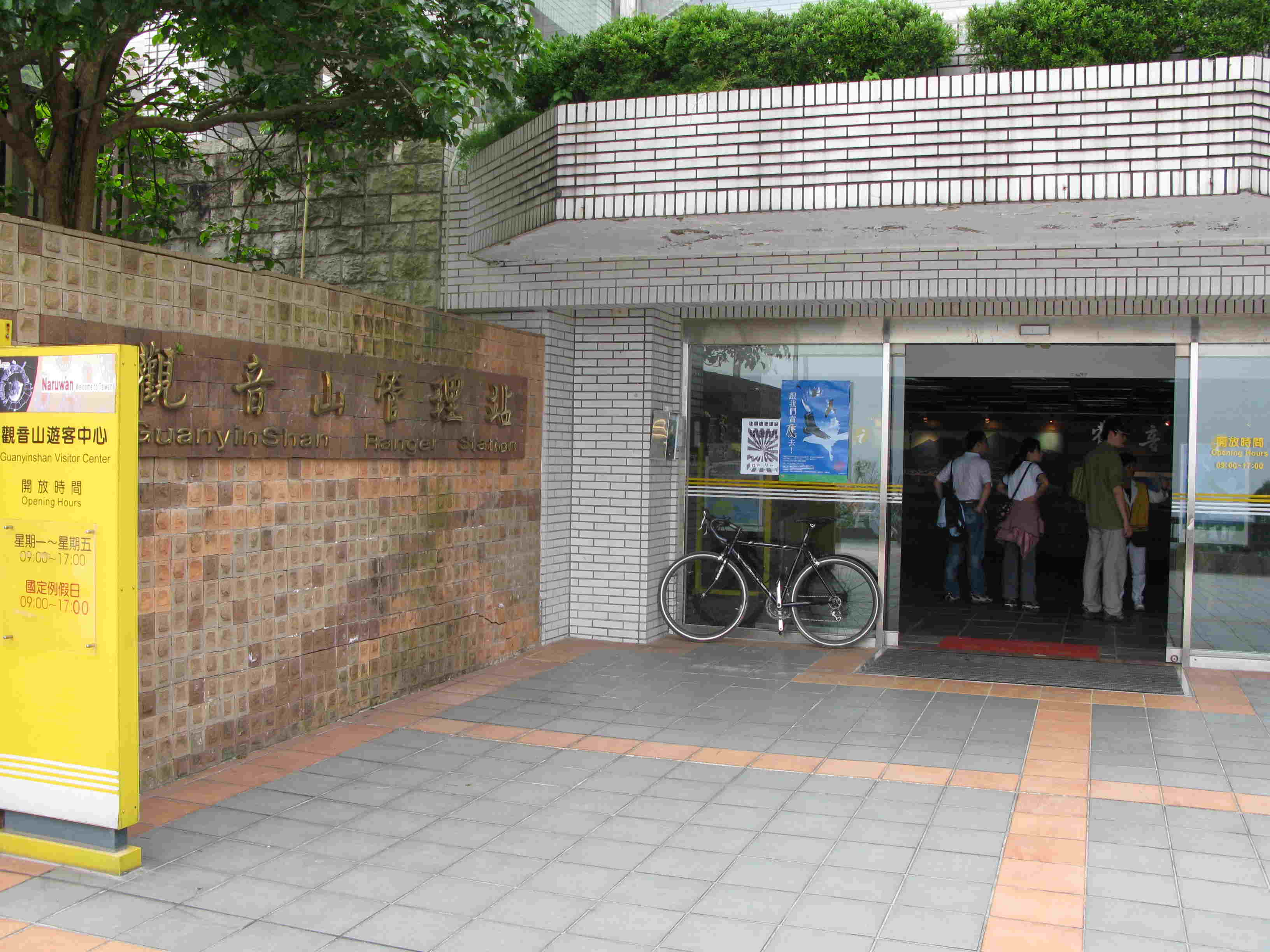
觀音山風景區的管理站
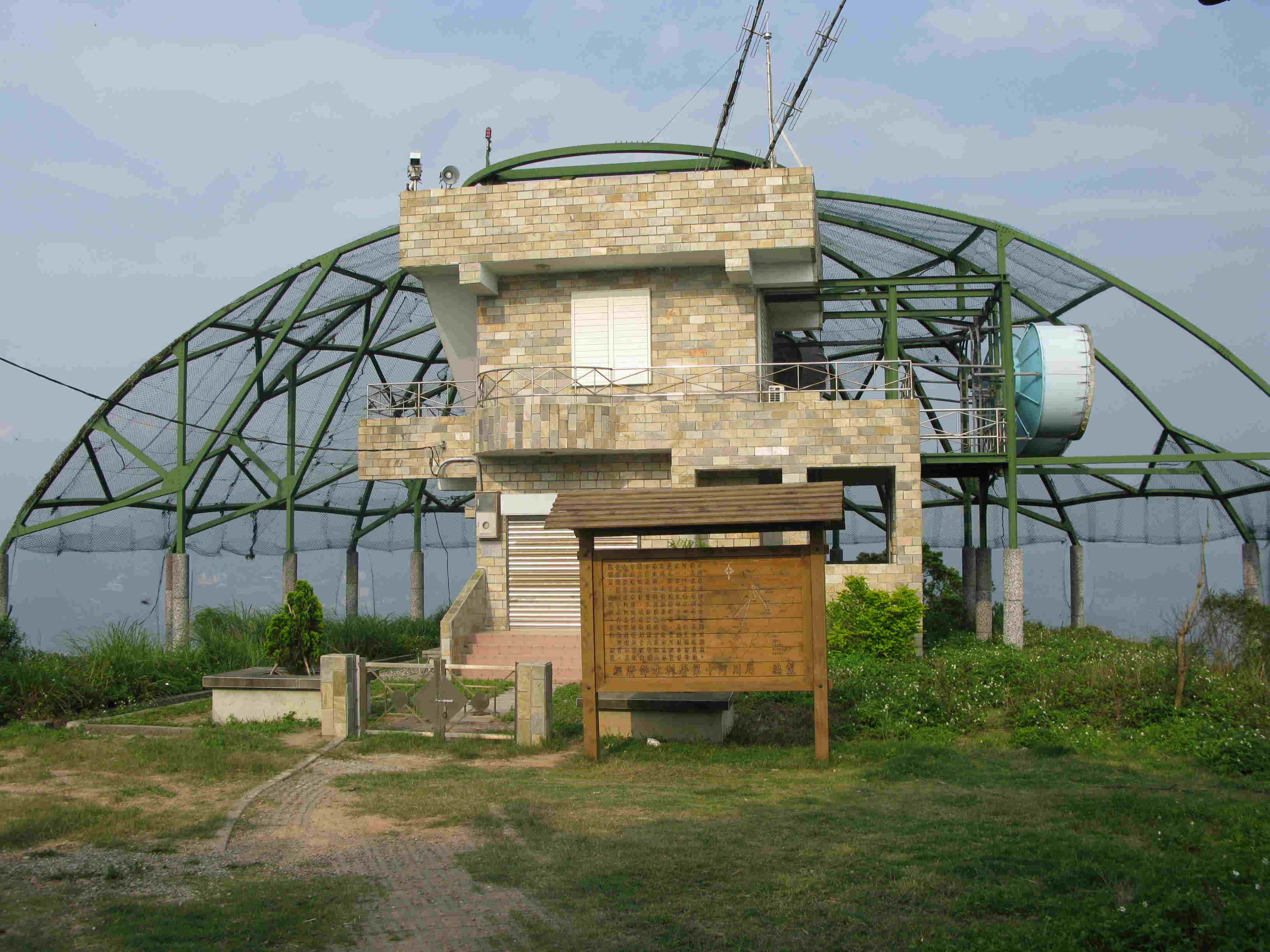
觀音山的經濟部水利署第十河川局防洪監測站
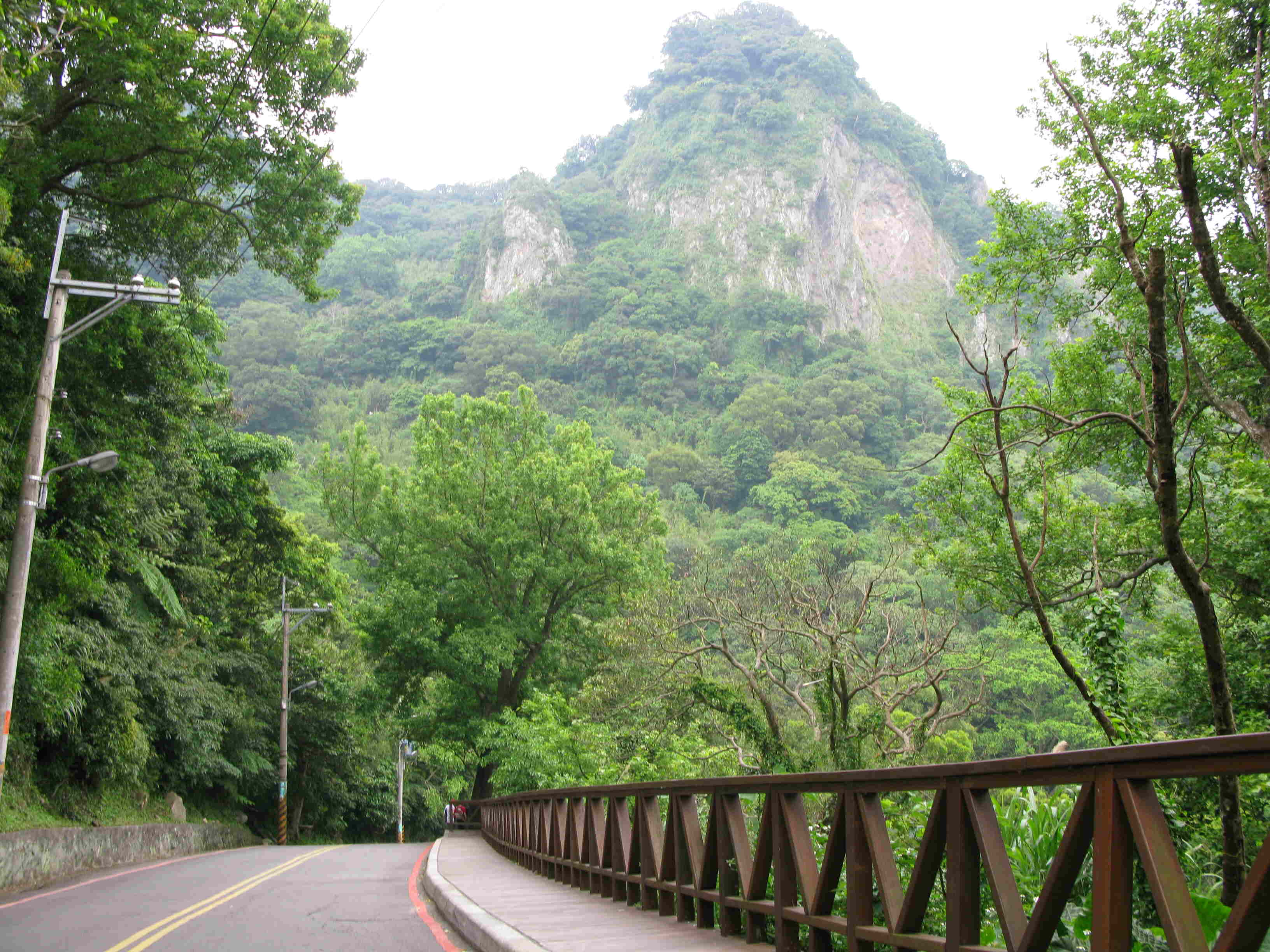
凌雲寺旁的山鋒
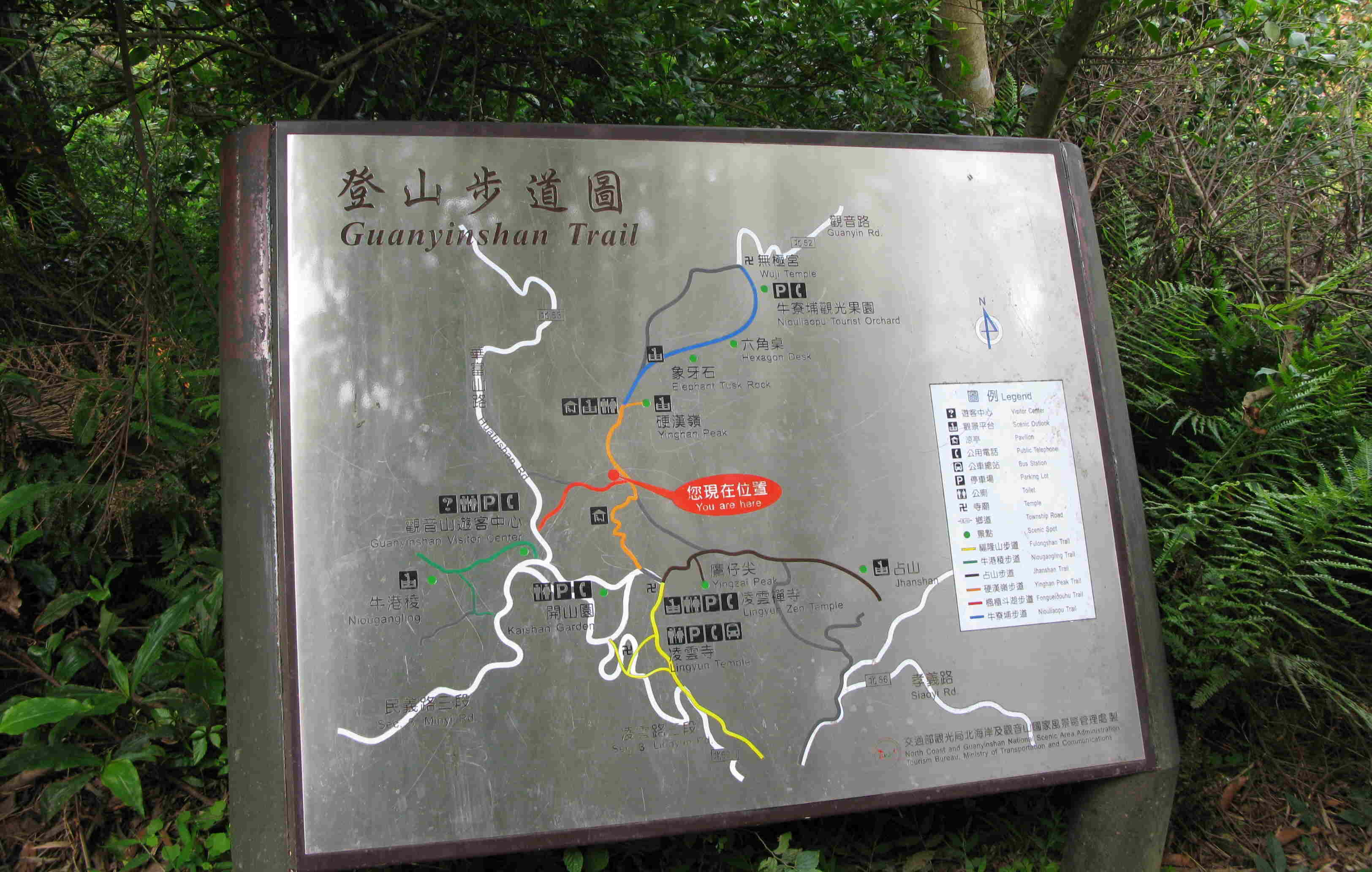
登山步道旁的標示圖
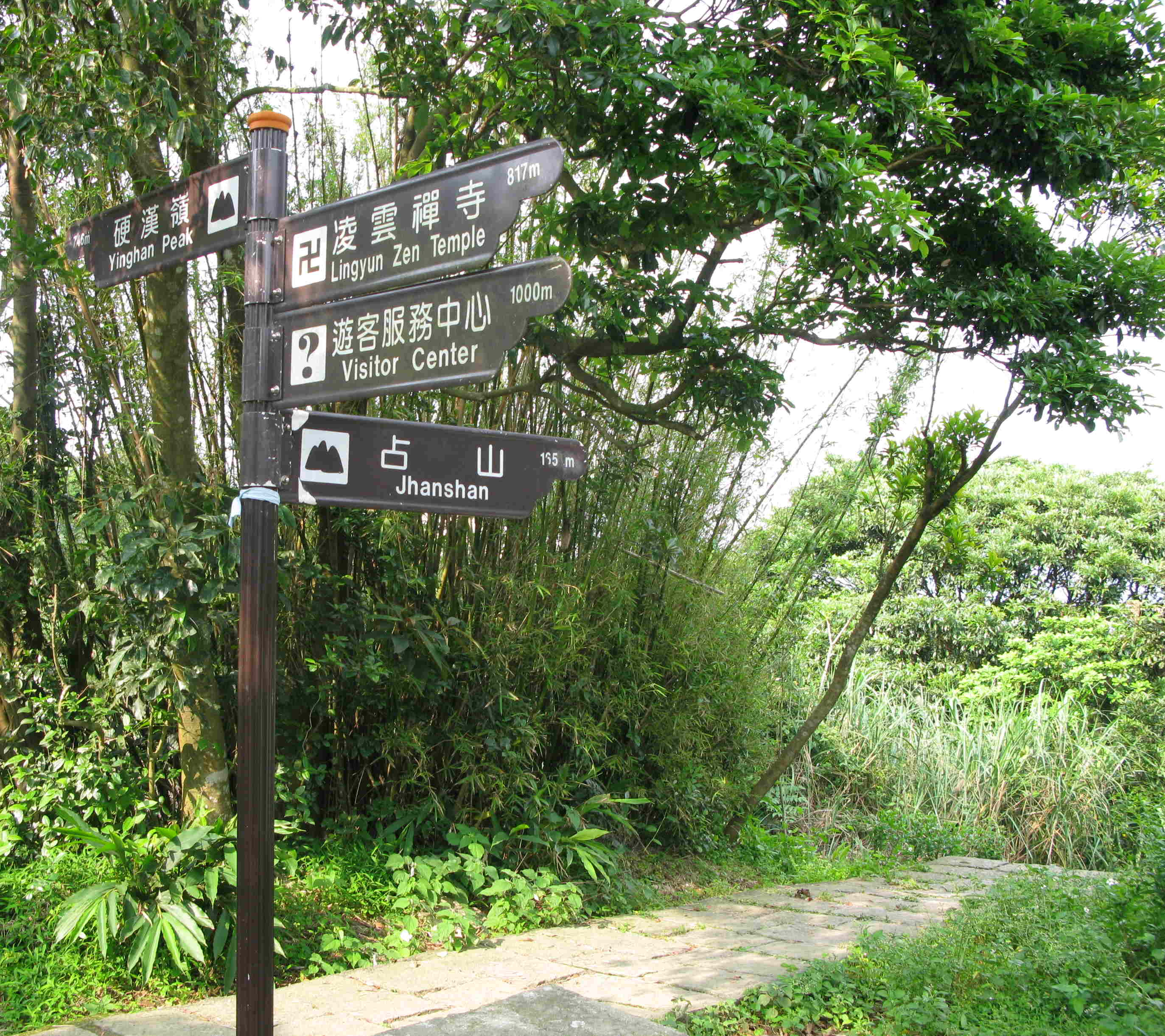
步道的指示牌

## 外部連結
- 北海岸及觀音山國家風景區-白沙灣遊客中心 交通部觀光局（页面存档备份，存于）
- 北海岸及觀音山國家風景區  新北市觀光旅遊網 （页面存档备份，存于）
- 北海岸及觀音山國家風景區（页面存档备份，存于） （繁體中文）（英文）（日語）
- 北海岸及觀音山國家風景區的Facebook專頁